# Гидзё
Гидзё (яп. 議定 гидзё:) — одна из трёх должностей в центральном правительстве Японии в начале реставрации Мэйдзи. В западной историографии переводится как «старший советник».

## История
Должность старшего советника была введена 3 января 1868 года указом о реставрации Императорского правления. На неё назначали подданных Императора высокого социального статуса, обычно принцев, аристократов, региональных правителей или знатных самураев определённых ханов.
Старшие советники возглавляли семь служб и восемь ведомств. Они были главами верхней палаты Законодательного совета, которая занималась выработкой и принятием законов.
После вступления в силу указа о государственном устройстве 17 июня 1868 года, система трёх должностей была упразднена. Однако до июня 1869 года старшие советники оставались главами верхней палаты Законодательного совета.